# Cabinda (település)
Cabinda (helyi elnevezéssel: Tchiowa, illetve Ciudad de Cabinda) az Angolai Köztársaság városa és a de facto exklávé Cabindai Köztársaság fővárosa. A 2008-as népszámlálás szerint lakossága 375 576 fő volt. A várost időnként Fiotes Cabindaként is ismerik, a gazdaságos olajtartalékok miatt, ezért Cabinda a kőolajat tartalmazó kikötővárosok egyike.

## Történet
A várost eredetileg kikötői területként alapították a portugálok rabszolga-kereskedelem céljából. Jelenleg rengeteg olajtartalék található a városban, amit valószínűleg a jövőben fognak hasznosítani. 

## Földrajzi terület
Cabinda az Atlanti-óceán partján helyezkedik el, a Cabinda Provincia részében, és a Bele folyó mentén. A város 56 km-re van Moanda városától (Kongói Demokratikus Köztársaság), 70 km-re a Kongó északi torkolatától és 137 km-re Pointe-Noirétől délre (Kongói Köztársaság). 

## Járások
Cabinda városában három különböző járás van, ezek:
- Cabinda, a székhely, 88,6% lakossággal
- Malembo, 3,1% lakossal
- Tando-Zinze, 8,3% lakossal[4]

## Nyelvek
Fiote és egyéb bantu nyelveken beszélnek, amit eredetileg beszélnek az egész városban és provinciában. Angola hivatalos nyelvén is portugálul is beszélnek közigazgatási szinten. Amióta Cabinda portugál ajkúakkal népesült be Angolához képest, a nyelv mégsem olyan széles körben használt e régióban, ha bár a beszélők száma folyamatosan növekszik.

## Szállítás
2012-ben Angolában javaslatot tettek egy újabb vasút kiépítésével, ami összeköttetésben állna a Kongói Demokratikus Köztársasággal.

## Fordítás
- Ez a szócikk részben vagy egészben  a   Cabinda (city) című angol Wikipédia-szócikk fordításán alapul.  Az eredeti cikk szerkesztőit annak laptörténete sorolja fel. Ez a jelzés csupán a megfogalmazás eredetét és a szerzői jogokat jelzi, nem szolgál a cikkben szereplő információk forrásmegjelöléseként.